# Alcmene
Trong thần thoại Hy Lạp, Alcmene (/ælkˈmiːniː/ alk-MEE-nee; tiếng Hy Lạp Attic: Ἀλκμήνη, đã Latinh hoá: Alkmḗnē) hay Alcmena (/ælkˈmiːnə/ alk-MEE-nə; tiếng Hy Lạp Doric: Ἀλκμάνα, đã Latinh hoá: Alkmána; tiếng Latinh: Alcumena; nghĩa là "sức mạnh trong cơn thịnh nộ") là vợ của Amphitryon, người có với bà hai người con là Iphicles và Laonome. Bà chủ yếu được biết đến là mẹ của người anh hùng Heracles, con trai của bà với thần Zeus. Alcmene còn được gọi là Electryone (Ἠλεκτρυώνη, Elektryṓnē), cái tên cho thấy bà là con gái của Electryon.

## Thần thoại

### Gia thế và nhan sắc
Theo Bibliotheca, Alcmene là con gái của Electryon, con trai của Perseus với Andromeda và là vua của thành Tiryns và Mycenae hay thành Medea ở Argolis. Mẹ của bà là Anaxo, con gái của Alcaeus với Astydamia. Các dị bản khác cho rằng mẹ của bà là Lysidice, con gái của Pelops với Hippodameia, hoặc Eurydice, một người con gái khác của Pelops. Theo Pausanias, nhà thơ Asius đã biến Alcmene trở thành con gái của Amphiaraus với Eriphyle.
Hesiod đề cập rằng Alcmene là người phụ nữ cao lớn nhất và đẹp nhất với trí thông minh vượt trội mà không có ai được sinh ra từ cha mẹ người phàm trần có thể có được. Người ta nói rằng khuôn mặt và đôi mắt đen của bà cũng quyến rũ như nữ thần Aphrodite, và bà tôn trọng chồng mình hơn bất kỳ người phụ nữ nào trước đó.

### Lưu vong ở Thebes
Theo Bibliotheca, Alcmene đi cùng Amphitryon tới thành Thebes, nơi mà Amphitryon được vua Creon rửa tội vì đã vô tình giết Electryon. Alcmene từ chối lấy Amphitryon cho đến khi ông trả thù được cho cái chết của những người anh trai bà. Trong khi Amphitryon đang trong cuộc hành trình chống lại người Taphian và Teleboan, thì Zeus mong muốn được ngủ cùng Alcmene. Zeus ra lệnh cho thần mặt trời Helios kéo dài một đêm lên thành ba đêm bằng cách không để mặt trời mọc lên trong ba ngày này. Zeus sau đó cải trang thành Amphitryon để đến thăm Alcmene. Ông thuyết phục Alcmene rằng ông chính là chồng của bà. Vì vậy, Zeus đã thành công ngủ cùng Alcmene, chắt gái của ông, từ đó mà bà mang thai Heracles. Zeus còn kể lại cho Alcmene biết về chiến thắng của Amphitryon trước những người Teleboan. Khi Amphitryon quay trở lại Thebes, Alcmene nói với ông rằng ông đã đến vào đêm trước đó và ngủ cùng bà. Nhờ Tiresias, Amphitryon hiểu được rằng chính Zeus đã làm chuyện này.

### Sự ra đời của Heracles

#### Homer
Trong sử thi Iliad của Homer, khi Alcmene chuẩn bị sinh ra Heracles, Zeus báo cho tất cả các vị thần rằng vào ngày đó, một hậu duệ của Zeus sẽ được chào đời và sẽ được cai trị tất cả mọi người xung quanh (có nghĩa là trở thành vua). Sau khi Hera, vợ của Zeus yêu cầu ông tuyên thệ về điều đó, bà đã từ Đỉnh Olympus xuống Argos. Hera khiến cho vợ của Sthenelus (con trai của Perseus) sinh ra Eurystheus khi bà mới mang thai được bảy tháng, trong khi đó lại ngăn Alcmene sinh ra Heracles sớm. Điều này đã dẫn đến kết quả là người hậu duệ của Zeus ở đây sẽ trở thành vua là Eurystheus chứ không phải là Heracles.

#### Ovid
Theo tác phẩm Metamorphoses của Ovid, trong khi đang chịu cơn đau đẻ, Alcmene rất khó khăn để sinh ra một đứa bé to lớn. Sau bảy ngày đêm chịu cơn đau, Alcmene đưa thẳng tay ra và gọi Lucina, nữ thần của sự sinh nở (nữ thần La Mã tương đương với Eileithyia trong thần thoại Hy Lạp). Khi Lucina đi tới chỗ Alcmene, cô được Juno (Hera) chỉ thị để ngăn chặn ca sinh nở. Với hai tay đan chéo vào nhau và hai chân bắt chéo nhau, Lucina đọc thần chú để ngăn cản Alcmene sinh con. Alcmene quằn quại trong đau đớn, bà nguyền rủa trời đất khi đang cận kề với cái chết. Galanthis, một người hầu của Alcmene ở gần đó đã thấy được hành vi của Lucina và nhanh chóng suy ra được đó là do Juno gây ra. Để chấm dứt cơn đau của bà chủ, Galanthis đã thông báo rằng Alcmene đã sinh con an toàn, điều đó khiến Lucina ngạc nhiên đến mức cô lập tức bật dậy và buông tay ra. Ngay sau đó, Alcmene được giải thoát khỏi bùa chú và sinh ra được Heracles. Vì lừa dối Lucina, Galanthis chịu hình phạt phải biến thành chồn, và cô vẫn tiếp tục sống cùng Alcmene.

#### Pausanias
Theo Pausanias thuật lại, Hera đã đưa các phù thủy (theo như những người Theban thì họ là các phù thủy) tới để cản trở Alcmene sinh ra Heracles. Các phù thủy đã thành công ngăn chặn được cuộc sinh nở cho tới khi Historis, con gái của Tiresias nghĩ ra kế đánh lừa các phù thủy. Như Galanthis, Historis thông báo rằng Alcmene đã sinh con xong. Bị đánh lừa, các phù thủy đã rời đi, từ đó mà Alcmene đã sinh con thành công.

#### Plautus
Trái ngược với những mô tả về ca sinh nở khó khăn như trên, một dị bản thay thế được thể hiện trong vở hài kịch Amphitryon của Plautus. Ở đây, Alcmene gọi Jupiter tới làm phép giúp bà sinh con nhanh chóng mà không có cảm giác đau. Sau cú va chạm giữa sấm sét và ánh sáng, đứa bé chào đời mà không có sự hỗ trợ của bất kì ai.

### Cái chết
Sau cái chết của Amphitryon, Alcmene cưới Rhadamanthys, con trai của Zeus và sống lưu vong với ông tại thị trấn Ocaleae ở Boeotia. Người ta nói rằng sau khi Heracles hóa thành thần, Hyllus (con trai của Heracles) đã truy đuổi và giết chết Eurystheus. Anh chặt đầu của Eurystheus và đưa nó cho Alcmene. Bà đã khoét đôi mắt của Eurystheus, người đã hại con trai mình, bằng những chiếc đinh ghim dệt. Trong Metamorphoses, bà già Alcmene kể lại câu chuyện về sự ra đời của Heracles cho Iole biết.
Có hai dị bản kể về cái chết của Alcmene. Trong dị bản đầu tiên (theo những người Megarian), Alcmene đang đi bộ từ Argos tới Thebes khi bà qua đời ở xứ Megara. Những Heracleidae (hậu duệ của Heracles) bất đồng quan điểm về việc đưa thi thể của Alcmene tới đâu. Một số người muốn đưa thi thể bà về Argos, những người khác lại muốn đưa thi thể bà về Thebes để chôn cất cùng Amphitryon và các con của Heracles với Megara. Tuy nhiên, thần ở đền Delphi đưa ra cho các Heracleidae một lời tiên tri rằng sẽ tốt hơn để chôn cất Alcmene ở Megara. Dị bản thứ hai của những người Theban kể rằng khi Alcmene chết, từ hình dạng con người, bà đã biến thành đá.
Pausanias cho rằng bàn thờ của Alcmene được dựng tại Cynosarges ở Athens cùng với các bàn thờ của Heracles, Hebe và Iolaus. Pausanias cũng nói rằng ngôi mộ của Alcmene ở gần đền thờ Olympieum tại Megara.